# Coupe de la Ligue 2016-2017
La Coupe de la Ligue 2016-2017 è stata la 23ª edizione della manifestazione organizzata dalla LFP. È iniziata il 9 agosto 2016 e si è conclusa il 1º aprile 2017 con la finale al Parc Olympique Lyonnais di Décines-Charpieu.
Il PSG ha vinto il trofeo per la settima volta. Per i parigini è stata la quarta affermazione consecutiva, primato assoluto nella competizione.
Essendo il PSG qualificato alla UEFA Champions League 2017-2018, il posto in UEFA Europa League 2017-2018 è stato attribuito alla squadra quinta classificata in Ligue 1 2016-2017.

## Regolamento
La manifestazione era costituita da sei turni, oltre la finale, tutti a eliminazione diretta.
Ai primi due turni preliminari prendevano parte le 20 squadre iscritte al campionato di Ligue 2 più 4 formazioni provenienti dal Championnat National. Nel terzo turno entravano le 14 squadre di Ligue 1 non teste di serie.
Agli ottavi di finale avveniva l'ingresso delle teste di serie, vale a dire le squadre francesi che partecipavano alle coppe europee.
Da questa edizione sono stati aboliti i tempi supplementari. In caso di parità al 90° si è passati direttamente ai calci di rigore, tranne nel caso della finale, per la quale i supplementari restano in vigore.

## Scelta della sede della finale
La LFP ha stabilito che da questa edizione la finale non si sarebbe più disputata allo Stade de France di Saint-Denis, bensì in una sede diversa ogni anno. Il 13 luglio 2016 sono state annunciate le candidature di tre città (Bordeaux, Lilla e Lione) per ospitare l'atto conclusivo del torneo, attingendo agli impianti costruiti per il precedente Campionato europeo di calcio. Il 2 settembre è stata comunicata la scelta del Parc Olympique Lyonnais per la finale dell'edizione 2017, mentre Stade Matmut-Atlantique e Stade Pierre-Mauroy sono stati selezionati per ospitare le finali rispettivamente delle edizioni 2018 e 2019.
| Città    | Stadio                                     | Edizione  |
| -------- | ------------------------------------------ | --------- |
| Bordeaux | Stade Matmut-Atlantique                    | 2017-2018 |
| Lilla    | Stade Pierre-Mauroy (Villeneuve-d'Ascq)    | 2018-2019 |
| Lione    | Parc Olympique Lyonnais (Décines-Charpieu) | 2016-2017 |

## Partecipanti
Di seguito l'elenco delle partecipanti.

### Ligue 1
- Angers
- Bastia
- Bordeaux
- Caen

- Digione
- Guingamp
- Lilla
- Lorient

- Metz
- Monaco
- Montpellier
- Nancy

- Nantes
- Nizza
- Olympique Lione
- Olympique Marsiglia

- Paris Saint-Germain
- Rennes
- Saint-Étienne
- Tolosa

Le squadre in grassetto sono automaticamente qualificate agli ottavi di finale.

### Ligue 2
- Ajaccio
- Amiens
- Auxerre
- Bourg-en-Bresse

- Brest
- Clermont Foot
- Gazélec Ajaccio
- Laval

- Le Havre
- Lens
- Nîmes
- Niort

- Orléans
- Red Star
- Sochaux
- Stade Reims

- Strasburgo
- Tours
- Troyes
- Valenciennes

### Championnat National
- Châteauroux
- Créteil-Lusitanos

- Évian TG
- Paris FC

Évian TG squalificato dalla competizione per aver perso lo status professionistico.

## Calendario
| Fase        | Turno            | Partita unica       |                     |
| ----------- | ---------------- | ------------------- | ------------------- |
| Preliminari | Primo turno      | 9 agosto 2016       | 9 agosto 2016       |
| Preliminari | Secondo turno    | 23 agosto 2016      | 23 agosto 2016      |
| Preliminari | Terzo turno      | 25/26 ottobre 2016  | 25/26 ottobre 2016  |
| Fase Finale | Ottavi di finale | 13/14 dicembre 2016 | 13/14 dicembre 2016 |
| Fase Finale | Quarti di finale | 10/11 gennaio 2017  | 10/11 gennaio 2017  |
| Fase Finale | Semifinali       | 24/25 gennaio 2017  | 24/25 gennaio 2017  |
| Fase Finale | Finale           | 1º aprile 2017      | 1º aprile 2017      |

## Preliminari

### Primo turno
| Squadra 1         | Risultato         | Squadra 2       |
| ----------------- | ----------------- | --------------- |
| 9 agosto 2016     |                   |                 |
| Orléans           | 1 - 0             | Tours           |
| Stade Reims       | 2 - 5             | Le Havre        |
| Laval             | 1 - 0             | Troyes          |
| Nîmes             | 1 - 1 (1 - 3 dtr) | Châteauroux     |
| Sochaux           | 0 - 0 (4 - 2 dtr) | Gazélec Ajaccio |
| Strasburgo        | 1 - 0             | Niort           |
| Clermont Foot     | 2 - 1             | Amiens          |
| Brest             | 0 - 0 (5 - 3 dtr) | Valenciennes    |
| Lens              | 3 - 0             | Ajaccio         |
| Créteil-Lusitanos | 3 - 0             | Évian TG        |
| Paris FC          | 1 - 1 (5 - 3 dtr) | Red Star        |
| Auxerre           | 2 - 2 (5 - 4 dtr) | Bourg-en-Bresse |

### Secondo turno
| Squadra 1      | Risultato         | Squadra 2         |
| -------------- | ----------------- | ----------------- |
| 23 agosto 2016 |                   |                   |
| Orléans        | 0 - 0 (1 - 4 dtr) | Laval             |
| Auxerre        | 2 - 0             | Strasburgo        |
| Clermont Foot  | 2 - 1             | Créteil-Lusitanos |
| Sochaux        | 2 - 0             | Brest             |
| Lens           | 0 - 0 (6 - 7 dtr) | Paris FC          |
| Le Havre       | 2 - 5             | Châteauroux       |

### Terzo turno
| Squadra 1       | Risultato         | Squadra 2           |
| --------------- | ----------------- | ------------------- |
| 25 ottobre 2016 |                   |                     |
| Laval           | 0 - 2             | Montpellier         |
| Nantes          | 2 - 1             | Angers              |
| 26 ottobre 2016 |                   |                     |
| Châteauroux     | 0 - 2             | Bordeaux            |
| Nancy           | 4 - 2             | Caen                |
| Digione         | 1 - 1 (4 - 5 dtr) | Sochaux             |
| Bastia          | 1 - 1 (3 - 4 dtr) | Guingamp            |
| Paris FC        | 1 - 1 (6 - 7 dtr) | Metz                |
| Rennes          | 3 - 2             | Lorient             |
| Tolosa          | 1 - 0             | Auxerre             |
| Clermont Foot   | 1 - 2             | Olympique Marsiglia |

## Fase finale

### Ottavi di finale
| Squadra 1           | Risultato           | Squadra 2           |
| ------------------- | ------------------- | ------------------- |
| 13 dicembre 2016    |                     |                     |
| Nantes              | 3 - 1               | Montpellier         |
| Sochaux             | 1 - 1 (4 - 3 dtr)   | Olympique Marsiglia |
| 14 dicembre 2016    |                     |                     |
| Bordeaux            | 3 - 2               | Nizza               |
| Monaco              | 7 - 0               | Rennes              |
| Metz                | 1 - 1 (11 - 10 dtr) | Tolosa              |
| Olympique Lione     | 2 - 2 (3 - 4 dtr)   | Guingamp            |
| Saint-Étienne       | 0 - 1               | Nancy               |
| Paris Saint-Germain | 3 - 1               | Lilla               |

### Quarti di finale
| Squadra 1           | Risultato         | Squadra 2 |
| ------------------- | ----------------- | --------- |
| 10 gennaio 2017     |                   |           |
| Nantes              | 0 - 2             | Nancy     |
| Sochaux             | 1 - 1 (3 - 4 dtr) | Monaco    |
| 11 gennaio 2017     |                   |           |
| Bordeaux            | 3 - 2             | Guingamp  |
| Paris Saint-Germain | 2 - 0             | Metz      |

### Semifinali
| Squadra 1       | Risultato | Squadra 2           |
| --------------- | --------- | ------------------- |
| 24 gennaio 2017 |           |                     |
| Bordeaux        | 1 - 4     | Paris Saint-Germain |
| 25 gennaio 2017 |           |                     |
| Monaco          | 1 - 0     | Nancy               |

### Finale
| Arbitro: | Schneider |

|           |           |                                         |
| Lemar 27’ | Marcatori | 4’ Draxler 44’ Di María 54’, 90’ Cavani |

| Monaco | PSG |

#### Formazioni
| Monaco (4-4-2)  |    |                    |     |     |
|                 |    |                    |     |     |
| P               | 1  | Danijel Subašić    |     |     |
| D               | 5  | Jemerson           |     |     |
| D               | 19 | Djibril Sidibé     |     | 90’ |
| D               | 23 | Benjamin Mendy     | 62’ |     |
| D               | 25 | Kamil Glik         |     |     |
| C               | 8  | João Moutinho      |     |     |
| C               | 10 | Bernardo Silva     |     |     |
| C               | 14 | Tiémoué Bakayoko   |     |     |
| C               | 27 | Thomas Lemar       |     | 76’ |
| A               | 18 | Valère Germain (c) |     | 61’ |
| A               | 29 | Kylian Mbappé      |     |     |
| A disposizione: |    |                    |     |     |
| P               | 16 | Morgan De Sanctis  |     |     |
| D               | 6  | Jorge              |     |     |
| D               | 24 | Andrea Raggi       |     |     |
| D               | 35 | Kévin N'Doram      |     |     |
| D               | 38 | Almamy Touré       |     | 90’ |
| C               | 7  | Nabil Dirar        |     | 61’ |
| A               | 37 | Irvin Cardona      |     | 76’ |
| Allenatore:     |    |                    |     |     |
| Leonardo Jardim |    |                    |     |     |

| Paris Saint-Germain (4-3-3) |    |                  |     |      |
|                             |    |                  |     |      |
| P                           | 1  | Kevin Trapp      | 66’ |      |
| D                           | 2  | Thiago Silva (c) |     |      |
| D                           | 3  | Presnel Kimpembe |     |      |
| D                           | 19 | Serge Aurier     |     |      |
| D                           | 20 | Layvin Kurzawa   | 56’ |      |
| C                           | 6  | Marco Verratti   |     | 80’  |
| C                           | 8  | Thiago Motta     |     | 85’  |
| C                           | 25 | Adrien Rabiot    |     |      |
| A                           | 9  | Edinson Cavani   |     |      |
| A                           | 11 | Ángel Di María   |     |      |
| A                           | 23 | Julian Draxler   |     | 54’  |
| A disposizione:             |    |                  |     |      |
| P                           | 16 | Alphonse Areola  |     |      |
| D                           | 12 | Thomas Meunier   |     |      |
| D                           | 17 | Maxwell          |     |      |
| C                           | 7  | Lucas            |     | 85’  |
| C                           | 10 | Javier Pastore   |     | 54’  |
| C                           | 14 | Blaise Matuidi   |     | 80'’ |
| A                           | 21 | Hatem Ben Arfa   |     |      |
| Allenatore:                 |    |                  |     |      |
| Unai Emery                  |    |                  |     |      |

## Statistiche

### Classifica marcatori
| Gol | Rigori |  | Giocatore            | Squadra     |
| --- | ------ |  | -------------------- | ----------- |
| 4   |        |  | Edinson Cavani       | PSG         |
| 4   |        |  | Gaëtan Laborde       | Bordeaux    |
| 3   |        |  | Ángel Di María       | PSG         |
| 3   |        |  | Jean-Philippe Mateta | Châteauroux |
| 3   |        |  | Kylian Mbappé        | Monaco      |
| 3   |        |  | Emiliano Sala        | Nantes      |